# Таємний радник (фільм)
«Таємний радник» — радянський художній фільм 1988 року, знятий режисером Агасієм Айвазяном на кіностудії «Вірменфільм».

## Сюжет
При копанні котловану Іван та Мілітон виявляють труну з останками таємного радника. Герої, бажаючи з честю поховати радника, оминають усі інстанції і скрізь одержують відмову. Друзі привозять труну до будинку Мілітона – і таємний радник оживає. Швидко опанувавши нову обстановку, гість відбирає у Мілітона дружину і робить кар'єру на підприємстві, де працюють друзі. Обурені поведінкою покійника Іван і Мілітон вирішують позбутися його.

## У ролях
- Карен Джанібекян — Мілітон
- Юрій Ароян — Іван
- Ігор Кваша — Саша
- Лейла Кіракосян — Зара
- Мікаел Погосян — прораб
- Леонард Саркісов — роль другого плану
- Армен Марутян — роль другого плану
- Карен Джангірян — роль другого плану
- Георгій Амірагов — роль другого плану
- Вардан Овакімян — роль другого плану
- Ваган Симонян — роль другого плану

## Знімальна група
- Режисер — Агасій Айвазян
- Сценарист — Агасій Айвазян
- Оператор — Левон Атоянц
- Композитор — Роберт Амірханян